# Casa de la Vila d'Amposta
La Casa de la Vila és un edifici del municipi d'Amposta (Montsià), protegit com a bé cultural d'interès local, situat a la plaça de l'Ajuntament.

## Edifici
Edifici de planta rectangular, planta baixa i dos pisos, més un cos afegit damunt la teulada, amb coberta inclinada i plana. La façana principal presenta dos grans registres horitzontals: el baix amb dues seccions, la inferior encoixinada i la superior amb dues finestres emmarcades amb motllures a banda i banda de la gran entrada central composta per tres arcades de mig punt dovellat amb clau central, amb columnes circulars de notable basament quadrangular i capitells compostos, donant un gran espai interior. El registre superior té dos pisos amb finestres i un gran balcó central al primer pis amb emmarcaments motllurats i, coronant l'eix central de simetria, un cos més elevat amb tres finestres amb arcs, així com la gran cornisa amb permòdols de fusta i cassetons convexes. Les façanes lateral dreta i posterior presenten els mateixos elements però amb distribució diferent.

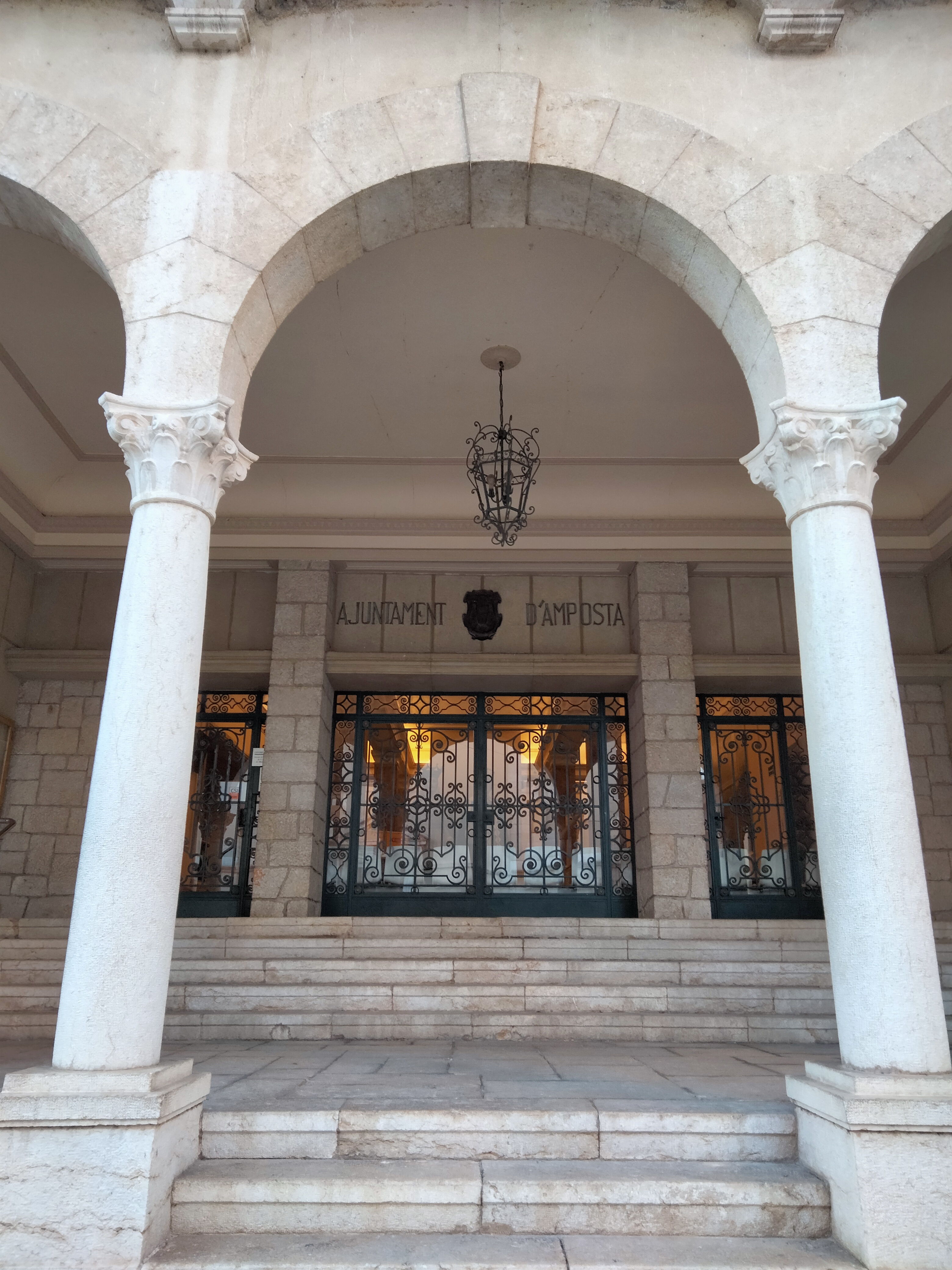
Porxo d'entrada

A l'interior hi ha una gran sala vestíbul a la planta baixa, amb el sostre fet d'11 grans cassetons, dels quals els tres centrals són, a la vegada, el terra del pati interior de l'edifici, sis columnes de planta quadrada recobertes amb plaques de marbre acanalat amb senzills basaments i capitells organitzant l'espai; caixa de l'escala principal amb sostre de cassetons i pati interior amb coberta de vidre a dues aigües.

## Història
Les obres començaren el juliol de 1950 i la inauguració es va fer durant la Festa Major de l'any 1954. L'edifici va acollir el Museu Municipal Arqueològic i la Biblioteca Municipal, així com una significativa col·lecció de pintures i gravats provinents dels diferents concursos organitzats a la ciutat. El 1984, amb motiu de la creació del Museu del Montsià, el fons arqueològic fou traslladat.